# ویاریجی
ویاریجی (به ایتالیایی: Viarigi) یک کومونه در ایتالیا است که در استان آسته واقع شده‌است.

## خصوصیات
ویاریجی ۱۳٫۷ کیلومترمربع مساحت و ۹۳۲ نفر جمعیت دارد و ۲۵۲ متر بالاتر از سطح دریا واقع شده‌است.